# 梶原一騎
梶原 一騎（かじわら いっき、1936年9月4日 - 1987年1月21日）は、日本の漫画原作者、小説家、映画プロデューサー。本名は高森 朝樹（たかもり あさき）。高森 朝雄（たかもり あさお）の筆名も使用した。格闘技やスポーツを題材に、男の闘う姿を豪快に、ときには繊細に描き出し、話題作を次々と生み出した。自身の型破りで豪快な生き方や数々のスキャンダルでも話題を呼んだ。身長180cm、体重85kg。空手五段、柔道二段（1983年7月28日の自己申告）。
1966年から『週刊少年マガジン』に連載された漫画『巨人の星』の原作者として名声を上げ、以後『あしたのジョー』（高森朝雄名義）、『タイガーマスク』など、いわゆる「スポ根もの」分野を確立した功績をはじめ、多くの劇画・漫画作品の原作者として活躍した。
弟は漫画原作者、空手家の真樹日佐夫。妻は高森篤子（1945年3月5日 - 2015年4月6日）。1973年から1985年にかけて離婚期間があり、その間の1979年から81年にかけて台湾の有名タレント、白冰冰（パイ・ピンピン）とも婚姻関係を結ぶ。高森篤子との間に2人の娘と3人の息子がおり、白との間に娘・白暁燕（パイ・シャオイェン）がいた。

## 経歴

### 生い立ち
東京市浅草区石浜（現 台東区橋場）の木賃アパートで知的でインテリな父・高森龍夫と情念の深い母・高森や江（旧姓：佐藤）の間に三兄弟の長男として生まれ、まもなく両親とともに渋谷区隠田1丁目（現在の神宮前4・6丁目周辺）に移った。父方の祖父が熊本県阿蘇郡高森町周辺の出身であるだけで、梶原自身と九州との関わりは宮崎県への1年の疎開と福岡県小倉市（現在の北九州市）の親戚の家へ預けられたという程度である。
弟の真樹日佐夫によれば「兄の朝樹は、父方の知的な高森家と、大柄で激烈な気性の持ち主ばかりだった母方の佐藤家の遺伝子の「合作」だった」とも語っている。
幼少時から非常に凶暴で喧嘩っ早く目立ちたがり屋な気質が現れていた。戦中の1943年に、父の龍夫が師範科時代に在籍していた学校である私立緑岡小学校（後の青山学院初等部）に入学するものの、朝樹の持つ荒い気質と校風は水と油のようなもので、クラスメートや上級生の子供達とも衝突ばかり起こしていた。この頃すでに梶原は体が大きく太り気味だったので、同級生も敵わぬと見たのか上級生とつるんで逆襲してくるため、梶原はいつも生傷が絶えなかった。その上級生を奇襲し血染めにしたことで、母親が学校から呼び出されることになり、梶原はわずか1年生にして退学。家の近くの公立小学校に入れられた。その際に担任の教師に叱り付けられ「あなたは、こういう学校には向かない子です！普通の学校に行った方がいいのではありませんか」と罵られ、この言葉に朝樹は子供心にも傷ついた。
公立小学校時代は同級生に、雑誌『暮らしの手帖』編集長花森安治の長女葵がいる。梶原は取れたボタンを付けてもらった等の思い出があり、淡い思いを抱いていたというが、当の葵は「高森くん」という同級生がいたことは覚えていたものの、それ以上の詳しい記憶はないという。
その後、1945年に入ると東京が連合国軍機の空襲を受けることになったため、梶原を含めた高森一家は仕事のある父を東京に残し、ミカン山を営んでいた父の叔父である林進士が住む宮崎県東臼杵郡富島町（現在の日向市）に疎開。しかし、現在家督を継いでいる林晴夫の話によれば、富島町亀崎村の日向灘を見下ろす山の中腹にあった林家の裏手のミカン畑は当時開墾されて間もなく、まだ苗を植えたばかりだったから、さしたる収穫がなかった。それよりも自給自足の耕作が必要で当時8歳だった朝樹は、母と共に肥やしを担ぎ、苗の隙間で芋を育てては掘っていた。
戦後、川崎市に転居。このころ教護院「新日本学園」で1年を過ごしている。のち東京都大田区蒲田に移り、大田区立相生小学校に学ぶ。小学生時代、蒲田に転居した直後から駅前のマーケットで万引きやかっぱらいを繰り返し、たびたび補導されたが改悛の情なく、弟の真土（真樹日佐夫）まで引き込むようになったため、両親の配慮で青梅市の教護院「東京都立誠明学園」に送られ中学相当の3年間を過ごす。
誠明学園在学中は寮から少なくとも二度脱走している（一度目は自宅に到着する前に連れ戻された）。なお「梶原」とは誠明学園時代に恋仲で結婚まで考えていた娘の苗字に由来する筆名である。のち真樹日佐夫は高校時代に空き巣狙いを繰り返して鑑別所に送られたが、担当刑事から共犯者の存在を示唆された母は梶原に疑いの目を向けた。
東京都立芝商業高等学校を半年ほどで中退（本人は長らく早稲田大学卒と詐称していた。例えば、ごま書房刊の「息子の鍛え方」の裏表紙には、早稲田大学卒業と記述されていた）。父の高森龍夫は、梶原の出生当時、中央公論社で校正の仕事に従事していたが、のちに改造社へ移り、編集者となる。また弟の真樹日佐夫や妻の篤子によれば、梶原の両親は弟などには愛情を注いでいたのに対し、梶原がいくら頑張っても認めようとはしなかったという。

### 小説家・漫画原作者として
その一方、文学青年の一面を持ち小説家を志していた。1953年、17歳の時に「梶原一騎」のペンネームでボクシング小説「勝利のかげに」を雑誌『少年画報』に応募し、見事入選を果たす。17歳の少年小説家「梶原一騎」の誕生である。以来、スポーツ物の少年小説を多く執筆するようになるが、雑誌の中で少年小説に代わって漫画が誌面を占めるようになったため、梶原の活躍の場が狭まる事となった。
東京中日スポーツで『力道山物語』を連載し、好評を得て、力道山から直々に電話をもらい、力道山と親密な関係となる。その頃、『力道山物語』の評判を聞きつけた『週刊少年マガジン』初代編集長・牧野武朗が梶原の元を訪ね、プロレス漫画『チャンピオン太』(画・吉田竜夫)の連載(原作)を依頼。1962年から連載開始した同作は人気を博してテレビドラマ化もされ、その際に梶原本人が力道山に本人役の依頼を交渉。テレビも好評であった。
その後は生活のため『チャンピオン太』などで漫画の原作を担当する日々を送っていたが、自分の本意ではない漫画原作を続ける事に抵抗があり、やめようかと悩むようになる。
その時、『週刊少年マガジン』の当時の編集長・内田勝と副編集長・宮原照夫が梶原の元を訪れ「梶原さん、マガジンの佐藤紅緑（少年小説の第一人者）になって欲しいんです」と口説かれ、それまで悩んでいた梶原の気持ちに火がつき、1966年、野球漫画『巨人の星』(画：川崎のぼる)の連載を開始。連載当初から人気が高く、1968年にはテレビアニメとなり、視聴率30％を超える空前の大ヒットとなった。
『巨人の星』を皮切りに『柔道一直線』『夕やけ番長』を連載。どちらもヒット作となり、特に『柔道一直線』は桜木健一主演でドラマ化され、大ヒットとなった。
1968年に『週刊少年マガジン』誌上でボクシング漫画『あしたのジョー』(画：ちばてつや)を連載。『巨人の星』との差別化を図るためペンネームを梶原一騎ではなく、本名の末字を変えた「高森朝雄」とし、爆発的な人気を呼ぶ。主人公・矢吹丈のライバルである力石徹の死に講談社では葬儀が執り行われ、600名もの弔問客が集まった。また当時起こった「よど号ハイジャック事件」では実行犯グループのリーダー・田宮高麿が「我々は明日のジョーである」という声明文を発表するなど社会現象となった。
それ以降も『タイガーマスク』『赤き血のイレブン』『キックの鬼』『空手バカ一代』『侍ジャイアンツ』などヒット作を量産する。
1973年に『愛と誠』の連載を発表。それまではスポーツものの原作を手がけて、いわゆる「スポ根作家」のイメージが強かったが、同作では梶原版「ロミオとジュリエット」を意識した純愛山河を手がけ、ドラマ、映画化され、大ヒットとなる。1975年に講談社漫画賞を受賞。

### 映画界への進出
松竹で映画化されたことにより、芸能界のひのき舞台へ出る。1974年、同作のテレビドラマ化にあたり、オーディションで選ばれた池上季実子を池上の所属プロから引き抜き、梶原プロダクションを設立。映画界への進出を企て、梶原原作漫画のアニメ化で親交のあった東京ムービー社長の藤岡豊、石原プロモーションで映画のプロデュースを行っていた川野泰彦と1975年に「三協映画」を設立した。「三協」の意味は「三人で協力する」という意味合いである。いくらヒットを飛ばそうと、独立プロのトップは、メジャー映画会社のトップと飲み食いすることはないが、梶原を原作とする、製作する映画がヒットを続けることで、松竹や娯楽性の豊かさに目をつけた東映が、梶原を大事にするようになった。こうして単なる劇画作家から、プロデューサー、芸能プロダクションのトップというイメージを手に入れる。この頃から、当時の映画界の四巨星といわれた東映の岡田茂、東宝の松岡功、大映の徳間康快、松竹の奥山融とも一緒に飲み食いする立場となり、芸能界に顔を利かせるようになった。
三協映画では、文芸路線、格闘技路線、梶原原作漫画のアニメ化の三つの路線があったが、経営的には格闘技もので上げた収益を文芸もので使い果たすことの繰り返しであった。なお、1977年に自身の原案をもとに、鈴木清順が監督をした10年ぶりの作品『悲愁物語』を撮らせている。
自身の漫画から産まれたキャラクター「タイガーマスク」が現実に新日本プロレスでデビューしたことが契機となって、梶原は1980年代から、かねてから縁のあったプロレス界にも深入りするようになる。

### 逮捕
1983年5月25日、講談社刊『月刊少年マガジン』副編集長・飯島利和への傷害事件で逮捕された。この逮捕により、過去に暴力団員とともに起こした「アントニオ猪木監禁事件」や、赤坂のクラブホステスに対する暴行未遂事件（1982年3月18日）、『プロレスを10倍楽しく見る方法』のゴーストライターのゴジン・カーンから10万円を脅し取った事件も明るみに出ている。弟の高森日佐志によると、このとき警察が狙っていた本件は覚醒剤常習容疑だったという。警察は、梶原が萩原健一（当時、大麻不法所持で逮捕留置中だった）に大麻を渡したのではないかと疑っていた。その他にもさまざまなスキャンダルがマスメディアを賑わせ、連載中の作品は打ち切り、単行本は絶版となり、名声は地に落ちた。
2か月に及ぶ勾留後に保釈され、8月8日、山の上ホテルでステーキと鰻を一緒に食べた直後、倒れた。病院での診断名は壊死性劇症膵臓炎。死亡率が100％に近い病気であり、長年のアルコール依存や暴飲暴食が祟って胆石を長時間放置し続けたために周辺臓器がすべて病んでおり、わずかな期間に手術を4回重ね、4度目の時に医師団から「あと2時間の命」とまで宣告されていた。長年培ってきた体力等から生還を果たしたが、87キロあった体重も60キロを割っていた。
1985年3月14日、東京地裁刑事第二十八部で、懲役2年、執行猶予3年（求刑は懲役2年）の有罪判決を受ける。同年、かねてからの念願だった小説家への転身を決意して、真樹日佐夫との合作で正木亜都のペンネームで小説家としての活動を開始。漫画原作者からの引退を宣言して、『漫画ゴラク』誌上にて「梶原一騎引退記念作品」として自伝漫画『男の星座』（作画：原田久仁信）連載開始。力道山、大山倍達などが実名で登場する中、著者自身実名ではなく「梶一太」と名をつけ、その青春遍歴のドラマを赤裸々に描き、同時にこれまで見られなかったほどの飄々たるユーモアも漂わせながらライフワーク的な作品となるはずであった。

### 死去
1987年（昭和62年）年明けに体調不良となって入院し、1月21日午後12時55分、東京女子医科大学病院にて死去、50歳没。病室には辞世の句が残されていた。
【吾が命 珠の如くに慈しみ 天命尽くば 珠と砕けん】
『男の星座』は未完に終わった。

### その後
死後数年間は梶原について語ることをタブー視される風潮が見られたが、梶原の再評価の気運が高まるのは、1990年代半ばになってからである。
2005年の東京アニメアワードにて、特別功労賞（原作者部門）を受賞した。

## 作品の特色
梶原の世界は、戦前の『少年倶楽部』等で人気を呼んだ佐藤紅緑らの熱血小説と教養小説の世界の系譜と戦後の福井英一『イガグリくん』などの流れを受け継いだものと指摘されている。これは、マンガの神様と謳われたモダンな作風の手塚治虫には欠けた要素であり、事実手塚は生涯、梶原が得意としたスポーツ漫画と格闘漫画を手がけなかった（ただし手塚は「巨人の星対鉄腕アトム」の企画やアニメ「あしたのジョー」が虫プロダクションにより作られるなど積極的に梶原と関わっている）。逆に梶原は桑田次郎と組んだ唯一のSFアクション作品である『ゴッド・アーム』以外、SFやファンタスティックな作品は手がけていない。
梶原作品の特色としては、最後に主人公が散り去っていく場合が多く、ハッピーエンドで完結する作品は少ないといわれている。時に自己破滅的であり直情型で己の道に突き進む主人公像が見られるが、真白になるまで燃え尽きる結末を好むのは、彼の作品の特徴ともいえる。
ストーリーの展開としては型破りで奇想天外、なおかつ劇的な内容で読者を飽きさせない巧みな作風が特徴である。『巨人の星』の大リーグボール養成ギプスや消える魔球に代表される奇抜なアイディア、『空手バカ一代』の劇的なストーリー展開、『愛と誠』にみられる奥深い心理描写などは、彼の特異な才能の一面を発揮したものと評価されている。
若手時代、五味康祐の成人向け小説『スポーツマン一刀斎』を少年向け雑誌に掲載するためのリライトの仕事をして、その作品に登場する「架空のキャラクターと実在のスポーツ選手との共演」という手法を学んだという。馬場、猪木、王、長嶋といった実在の選手と架空の選手をうまく融和させる手法を結実させ、最終的にタイガーマスクを現実化させるところまで行っている。
主人公とライバルは片親を亡くしたか、両親ともいない、または捨てられた場合が多く、孤児の場合、師匠が親代わりという設定になる。総じて「主人公を甘えさせてくれる母親がいない」というケースがすべての作品における普遍的なテーマとなっている。「男を成長させるのは、味方との融和でなく、強敵との死闘だ」という人生哲学により、主人公がある程度強くなると、それまで師匠だった人物が敵にまわる展開が繰り返される（具体的には「巨人の星」、「あしたのジョー」、「タイガーマスク」、「柔道一直線」、「柔道讃歌」の項目を参照）。大山倍達も、スピンアウト的作品『ボディガード牙』では、ある種の魔王的な存在として登場する。
『ボディガード牙』『新ボディガード牙』は暴力描写がSMの域に達して梶原の暗黒面がもっとも強調された作品群となっている。内乱に明け暮れる海外が舞台となったこともあって拷問場面が執拗に繰り返されるが、それまで支配者や悪の側にたっていたものが立場を失って壮絶な虐待を受けたり、虐げられていた者が一転して鞭をふるったりなどの価値転換、錯綜のカオスともなっている（こうした趣向は『愛と誠』にも見られる）。作中では「人間の性、悪なり！」という慨歎が繰り返されている。
1980年代に入ると真面目に読まれていた梶原作品の生真面目さに、とりわけ『巨人の星』には逆説的にギャグの要素を感じ取る視点が生まれ、数多くの漫画などでパロディーの対象とされた。『マカロニほうれん荘』の鴨川つばめはギャグとして読んでいたと語り、江口寿史の『すすめ!!パイレーツ』などが典型例である。
「原作の内容は一字一句変えてはならない」という不文律があり、絵を描く漫画家に強制していた。その代わりに、漫画家の絵のタッチやコマ割り等の内容に関しては一切文句を言わなかったといわれている。

## 評価と影響力
昭和40年代（1965年から1974年）に入るとテレビが一家に1台は普及するようになり、テレビ文化は大衆化された。梶原作品の多くは、アニメ化または実写化されテレビ放映し人気を博した。またテレビによる宣伝効果で原作の売り上げも伸びた。
漫画界においては、手塚治虫が手がけずに傍流になっていた熱血とスポーツと格闘技の世界を復権させて、多くの模倣作を生み出したことで主流の地位まで引き上げた。少女漫画の世界にも梶原の影響は及び、『サインはV』『アタックNo.1』といったスポ根ものが人気を博した。
一方では映画作りにも注力しいくつかのヒット作を世に送り出した。格闘界ではアントニオ猪木の異種格闘技シリーズに代表される試合にも、仕掛け人的な役割を演じ強い影響力をもたらした。
だがその一方で「カポエイラはずっと逆立ちしたまま闘う格闘技」「ブルース・リーは極真空手を習っていた」等の、誤った説を自著で発表したこともあり、今でもそれが定説となってしまっているものもある。梶原的ファンタジーの頂点とも言える『プロレススーパースター列伝』が、前記のような誤った説（というより意図的な創作）の集合体であるのは、多くのプロレスファンの知るところとなっている。
1983年の逮捕事件により、梶原個人は一時的にはマスコミ界から抹殺に近い状況まで追い込まれ、作品の評価も失墜した。梶原の暴力癖は傲岸不遜というより、収入が跳ね上がっても自らの社会的地位が一向に上昇しないこと、小説家志望の自分に常にヒットを要求する漫画編集者などへの怒りや苛立ち、鬱屈が引き金になった物が多く、ひどい時には女性を巡るトラブルから、鉄拳を実弟の真樹、幼馴染、ホステスに向けたこともあった。
また、梶原がコワモテだった理由について、ライターの竹熊健太郎は、漫画制作において、原作は叩き台と思われており、そうでもしないと個性がなくなるからではないかと推測している。
小林よしのりは自分の漫画（格闘お遊戯）で梶原一騎をもじった登場人物を出して茶化したことに対し「怒りを招くのではないか」と危惧していたが、梶原は「自分にはギャグは書けない」としてギャグ漫画家に敬意を持っており、事なきを得たという。後に小林よしのりは『新ゴーマニズム宣言』で「白鳥が美しく見えるのは水の中で必死に足で水を掻いているから」という花形満の台詞を引用し、「梶原一騎からはいっぱい学んだ」というコメントを書いている。
ギャグ漫画の巨匠・赤塚不二夫とは飲み仲間であり、赤塚に対し一目おくことがあった（『人生これでいいのだ!!』1999年・集英社刊）。著書『劇画一代』の中でギャグ漫画は個人的には好きであると明かし、山上たつひこのギャグを評価しつつも、「赤塚は文化人を気取っているからそこまでやれぬ、やらぬだけで、もし赤塚が本気になってギャグ漫画を描けば山上ごときは消し飛んでしまう」と評している。小学館の赤塚担当編集者だった武居俊樹は著書『赤塚不二夫のことを書いたのだ』で、梶原が赤塚に直接「俺、ギャグは描けないんだ。だからあんたの漫画の原作は描けないな」と言ったことを記している。なお、梶原が言うところの「ギャグ」は初期の赤塚が得意としていたペーソス的なコメディに近く、晩年の作品『人間兇器』『SP長い顎』『男の星座』などでは、意図的にコメディ的な描写を行っていた。
1983年の事件による逮捕と、これによってようやく白日の下になったそれまで不問にされていた数々の出来事のために晩年や死後数年間は、出版界・マスコミでも梶原についてはタブーとされていた時期があった。しかし、1990年代半ばに再評価の兆しがうかがえた。その発端となったのは、1994年、劇作家・高取英・著『梶原一騎を読む』（1994年・ファラオ企画刊）である。夏目房之介、いしかわじゅん、呉智英といった論客たちが寄稿し、死後初めて梶原一騎と梶原作品について取り上げられた最初の書物となった。その後、1994年8月15日付の朝日新聞の連載コラム『新戦後がやってきた』の中で梶原一騎の不遇と当時「好感度調査」で4年連続一位の座を独走するビートたけしを対比させた論評が掲載された。そして、ジャーナリスト・斎藤貴男が関係者への徹底した入念な取材を元に発表された労作『夕やけを見ていた男 -評伝・梶原一騎-』（1995年・新潮社刊）により、再評価の気運が高まった。本書は1995年3月19日付の朝日新聞書評欄で作家・沢木耕太郎による書評や数々のサブカル誌がとりあげられたことにより、それまでタブーとされていたマスメディアでも『驚きももの木20世紀』（1997年4月25日オンエア）を皮切りに『二十世紀最強の秘蔵映像211連発！』（1997年12月31日オンエア）『BSマンガ夜話』『ブロードキャスター』（1999年4月3日オンエア）『ダウンタウンDX』などでも梶原作品が取り上げられ、梶原一騎の名が再び世に出るようになった。また当時、数々の歴史上人物を取り上げていた関口宏司会による人気番組『知ってるつもり?!』（1999年7月11日オンエア）でも梶原一騎の生涯が紹介された。
今日でも『あしたのジョー』絡みなどで『NHK教育』「あしたのジョーの、あの時代」（2007年3月24日オンエア）や『報道ステーション』（2008年3月25日オンエア）などで取り上げられ、2007年3月2日には、紛失されていた『あしたのジョー』の直筆原稿の一部発見が『NHKニュース7』で第一報として取り上げられ、話題を呼んだ。

## 大山倍達と『空手バカ一代』
かつて敵国であったアメリカで大男どもをなぎ倒し、凱旋帰国して国内でもかなりの有名人であった大山倍達の元に1954年頃、梶原が訪ねた時、石を抱えて大山に近づき、「この石を割ってみせてくれませんか？」とお願いしたことが二人の初めての出会いとなった。その時、大山の数々の武勇伝の挿話に若き日の梶原は大いに心を打たれた。最初はそれほど密接な関係ではなかったが、二人の親交は徐々に深まりつつあった。当時の梶原の大山に対する気持ちとして「大山倍達は巨大な不遇の碑に見えた。12歳も年が違う大山倍達に対して何というか父性本能のようなものを感じたのだ」と述懐している（『反逆世代への遺言』1984年・ワニブックス刊）。
1957年（昭和32年）から1959年（昭和34年）の3年間、大山道場で空手修行もしていた。指導をした渡邊一久は「週に1, 2回は稽古に来ていた。左半身に構え、ワンツーの殴打技を主にし、蹴り技はあまりなかった。巨体と柔道経験を活かして組んで投げようとするが、足捌きが速い大山道場の強豪を捉えられなかった。相手の突きを身体で受け、前に出て突きで攻める熱闘型の組手スタイルだった。昭和33年（1958年）頃、昇級審査を受け、緑帯を允許された。大山倍達先生は、作家としてまだ無名だった梶原一騎氏を『将来、大山道場を宣伝してくれる人だから』と語り、空手の達人が活躍する主人公の小説を書いてほしかったようだが、その先見の明は10数年後に証明されることとなった。」と述べている。
1969年6月『冒険王』にて『虹を呼ぶ拳』（画・つのだじろう）の連載を開始。この作品の中で大山は協力者（アドバイザー）として名前を連ねている。この頃、同じく『柔道一直線』（画・永島慎二）にも空手使い・鬼丸雄介の師匠として実名で作中に登場することが見られた。
1970年11月『空手バカ一代』プロジェクトが発進する。武道の世界では反体制の立場にある一介の空手家を大講談社の少年雑誌が大きく取り上げていいものか社内でも議論はあったが、当時『少年マガジン』がノンフィクション作品を発表していたこと等により実現が可能となり、1971年6月『少年マガジン』誌上で梶原にとって長年の念願であった『空手バカ一代』（画・つのだじろう）の連載を開始。連載当初から反響の大きさにより、極真会館には連日50人、100人の入門志願者が押しよせ、大山自身も劇画によって知名度が上がり、極真会館館長の立場から一定の社会的地位を占めることとなった。
しかし1973年、作画担当のつのだじろうが「連載を降りたい」と言い出した。「原作が来るのがひどく遅く、締切りに追われて満足な仕事ができない」「待つ時間ばかりで、他に自分のやりたい仕事の時間が確保できない」というのがその理由。連載から二年が過ぎ、当初予定していた大山倍達一代記は描きあげていたが、まだまだ人気は高かった。当時『あしたのジョー』などの人気漫画の連載が終了していたことにより、『少年マガジン』の部数の影響も考慮して連載終了の気配を示しにくい状況ではあったが、つのだ自身が以前から独学でオカルトの世界を研究しており、この年『少年チャンピオン』の夏休み企画で描いた短編シリーズ『亡霊学級』がヒットしたことにより、『恐怖新聞』の連載が決定していた、などの要因が重なったことで最終的にはつのだの意見を容れ、降板することとなった。降板後もつのだとマガジン編集部は喧嘩別れすることはなく、すぐに「うしろの百太郎」の連載が始まっている。
その後、つのだの後を引き継ぐ形となった影丸譲也であるが、先程にもあるように大山倍達個人の挿話は描ききってしまったため、物語の展開の苦難を余儀なくされた。苦肉の策として弟子の芦原英幸の挿話を描いたことで急に人気があがり盛り返したが、それが極真会館内部の人間関係や、大山との関係に大きな亀裂を生むこととなった。ジャーナリスト斎藤貴男の取材でも、大山は「（あの漫画は）大山倍達物語でなく、芦原物語になってしまった。」と語っている。真樹日佐夫も大山没後に東京スポーツで連載していた大山の伝記で、「弟子を取り上げてくれるなとは言わないが、あまり持ち上げるのはいかがなものか？　長い目で見れば決して彼らの為にもならんと思うが...」という大山の言葉を紹介している。大山は、弟子を活躍させるなら満遍なく登場させて欲しいと望んだが、それでは各エピソードが散漫になってしまい、ドラマにならないため難しかった。
結果として、芦原英幸を中心にした新生『空手バカ一代』は極真会館内部での派閥抗争を招く結果となった。「あいつが漫画になって、俺がならないのはなぜだ。」と不満を持つ弟子もいたという。やがて空手家でもない梶原の勢力が、極真内部で拡大していくことに対する反発が起き、同時に彼を重用する大山への批判にも及んでいく。極真内部は次第に大きく大山派と梶原派の二大勢力と、マイペースの中間派に分裂していった。
そんな状況の中で制作された『地上最強のカラテ』（1976年）は興行として大ヒットを記録したが、さらにこの成功が梶原と大山の仲に決定的な亀裂をもたらした。当初、梶原サイドと大山サイドで半分ずつ出資していたが、配給収入の分配として梶原サイドから大山サイドに対して支払われることは一切なく続篇の『地上最強のカラテ・パート2』（1977年）でも同様のことが行なわれ、大山サイドの不信感を募らせることとなった（もっとも梶原サイドにしてみれば、利益を独り占めにした覚えはなく、大きな収益をもたらしても、大きな制作資金を投入しているので厳密には利益は微々たるものであることを主張している。事実、映画業界は徹底した配給会社優位のトップオフ方式であり、製作会社には相当なヒットでないと収益が出ない仕組みとなっている。1円も回収できないこともごく普通である）。
当時『空手バカ一代』の作画担当であった、つのだじろうはオカルト物の連載を終了させ、オカルトとは別の分野の作品を描こうとしていた。そんな時期に旧知の大山から梶原抜きの大山倍達伝の企画を諮られたが、当初つのだは梶原の報復を恐れて断った。すると大山は当時親しくしていた評論家・平岡正明を原作につけることで、つのだが矢面に立たないよう配慮して再度お願いした。大山の熱心な申し出もあり、最終的にはつのだも引き受けることとなったが、原作者をつけることに懲りていたつのだは、平岡正明の件は断り、一人で引き受けることとなった。
しかし、1978年4月『少年チャンピオン』から連載された『ゴッドハンド』は、内容について梶原の大きな不興を買うこととなった。タイトルにもなっている呼称「ゴッドハンド」は、確かに元々大山の代名詞のように使われていた言葉であるが、それは必ずしも事実でなかったのも一因である。この頃からつのだ本人及び編集サイドに梶原サイドからのクレイムがつき、結果、作品自体にも読者人気が及ばず、わずか9週で打ち切りとなった。しかしそれ以後も梶原サイドからのつのだ本人に対する脅迫まがいの行為は途絶えることがなく、恐れたつのだは『増刊ビッグコミックス』で連載していたオカルト漫画『魔子』の最終回に、梶原一騎及び真樹日佐夫を中傷する内容のセリフをアナグラムで書いてしまう。それを知った梶原は激怒し、つのだは新宿の京王プラザホテルに軟禁され、各出版社や漫画家仲間宛に詫び状を書かされる（業界では有名な「つのだじろう詫び状事件」である）。
その後も梶原と大山との“義兄弟”関係は公の場では維持され続けたが、1980年蔵前国技館で開催されたウィリー・ウィリアムス VS アントニオ猪木との世紀のイベントで梶原と大山との確執は頂点に達した。ウィリー VS 猪木戦における極真サイドから梶原襲撃“指令”などの怪情報が、試合前から関係者の間でまことしやかに流れており、結局は起こることはなかったもののそのことを信じた梶原サイドは大山に対して“誠意ある謝罪”を要求した。身に覚えのない大山としても謝罪する謂れはなく、大山との長年に及ぶ“義兄弟”の関係は途絶えた。
その後の梶原の逮捕やスキャンダル、闘病にも静観していた大山ではあるが、1983年に大病から奇跡的な生還を果たした療養中の梶原に対し、匿名で励ましの手紙を送った。それを読んだ梶原は「これは館長からだよ。俺にはわかるんだ」と話したという。大山はこの挿話を梶原の妻・篤子から後に知らされ、晩年にジャーナリスト・斎藤貴男の取材に応じた時もこの挿話を嬉しそうに話したという。
1985年5月、『漫画ゴラク』にて梶原一騎引退記念作品と銘打たれた自伝劇画『男の星座』（作画原田久仁信）を発表。力道山、木村政彦、ルー・テーズなど実在の人物が登場するなか、大山倍達との話題が多く描かれており、その他にも極真会館のさまざまな挿話がちりばめられ、若き日の梶原の大山に対する熱い思いが込められていた。作画担当の原田久仁信によれば、『男の星座』を描いて（極真との）関係が修復に向かっているところがあったという。しかし梶原の死により、『男の星座』は絶筆となり、『漫画ゴラク』追悼号にも「もっと早く仲直りすべきだった。許すべきだった。後悔しています。（中略）。約20年間のつきあいでしたが仲直りできなかったのが、かえすがえすも残念でなりません。仏に申し訳ないと思っています。」と大山の一文が寄せられている。
没後、実弟の真樹日佐夫は大山に「せめて葬儀には出席してもらいたい」と依頼したが、大山は辞退している。大山の秘書を務めた高木薫によれば、大山は理由について「私は案外小心者なので」とだけ語ったという。もっとも墓参りはしていたという。

## 創価学会との関係
斎藤貴男『夕やけを見ていた男 評伝梶原一騎』pp.205 - 207（新潮社、1995年 ISBN 4104030015）によると、梶原は1970年初春、自民党と公明党から、1971年の第9回参議院議員通常選挙に立候補しないかと誘われたことがある（結局立候補はしなかった）。梶原の根性論は当時、創価学会会長の池田大作から大変気に入られていた。池田は演説に際して梶原作品を取り上げて根性の大切さを説き、その根性を「広宣流布」（広く仏法を流布すること）のために役立てよと述べた。このような縁から、梶原は荘司としおと組んで『公明新聞』に『熱血モーレツ記者』という作品を発表したこともあった。このことから創価学会員であるとの誤解をさせることがあるが、これは誤りである。

## 他著からの引用など
梶原一騎の原作において頻繁に他著からの引用が見られるが、その多くが梶原自身の創作であることが知られる。「水上で優雅に見える白鳥も水面の下では激しく足をばたつかせている」などのよく知られる知識なども事実とは異なる。
- アーネスト・ヘミングウェイ「事実をありのまま伝えるという行為は いかなる面白い創作をするよりも困難な作業である」
- 坂本龍馬「どんなときでも坂道を登っていく。男が死ぬときは、例えそこがドブの中であろうと前のめりに死んでいたい」
- デュマ「復讐とは神が人間に与え給うた最も甘美かる快楽を得る行為である」
- ネルー首相「愛は平和ではない。愛は戦いである。武器のかわりが誠実（まこと）であるだけで。それは地上におけるもっとも激しい 厳しい自らを捨てて かからなければならない戦いである」

## 備考
- モンキー・パンチ原作のアニメ『ルパン三世』の劇場映画第一作『ルパン三世 ルパンVS複製人間』で、赤塚不二夫と共に声優を務めた。
- 赤塚不二夫・著『人生これでいいのだ!!』（1999年・集英社刊）の中で梶原一騎とのゴールデン街で飲み歩いた思い出を披露している。
- 『YAWARA!』『MONSTER』『二十世紀少年』の著者である浦沢直樹は 放送作家・倉本美津留との漫画談義で「梶原さんは原作者ですが、その想像力は手塚さんと双璧をなすと言ってもいい。シェイクスピア的な存在だと思います」と述べ、「梶原作品を外して、梶原以降のスポーツものを語ることはできません。水島新司さんの『ドカベン』も、あだち充さんの『タッチ』も、僕の『YAWARA!』もシェイクスピア梶原に対して、どんな角度で攻めればいいかを考え抜いた結果なんです」と答えている。(『BRUTUS』2016年2月15日号)
- 『グラップラー刃牙』の著者・板垣恵介は、川原正敏、猿渡哲也との三大人気格闘漫画家の座談会で『柔道一直線』の地獄車や『あしたのジョー』の金竜飛の挿話を例に上げて「梶原一騎さんは、思い込みの天才」と評している。（『格闘技マンガ最強伝説』1996年・福昌堂刊より）
- 『週刊少年マガジン』2008年9月17日号の『青春少年マガジン』の作品の中で若き日の著者・小林まことが講談社のパーティーにて梶原との初対面のシーンが描かれている。
- 『週刊少年ジャンプ』2008年9月29日(42)号の『バクマン。』(原作：大場つぐみ、作画：小畑健)の中で『男の条件』(原作：梶原一騎、作画：川崎のぼる)の作品が取り上げられ、主人公の真城最高が「日本一の少年マンガ原作者・梶原一騎先生原作による…」というセリフが掲載されている。 
また、最高の1番好きな作品が『あしたのジョー』であり、相棒の高木秋人が原作(梶原)が週刊で同時に5本連載を持って描いていた事に驚く場面がある。
- 『週刊プレイボーイ』2008年10月13日号のTAJIRIとキン肉マンの原作者・嶋田隆司（ゆでたまご）との対談の中で嶋田は、子供の頃、梶原作品に影響を受けていたことを披露。またTAJIRIも「梶原一騎は自分にとって神のような存在」であることを明かしていた。
- 『おれはキャプテン』の著者であるコージィ城倉は「一番影響を受けた作家は梶原一騎である」と公言している。『グラゼニ』などでの原作者としての名義である「森高夕次」は、梶原の別名である「高森朝雄」に由来する。「高」と「森」を逆にして、「朝」を「夕」にして、「次」は梶原一騎を次ぐ者という意味である[59]。
- 『映画秘宝』2010年5月号の萩原健一インタビューにて、萩原が大麻事件で勾留されていた時期に、同じ留置場の別の房に梶原も（副編集長への傷害事件で）勾留されていたことを披露しており、たまたま屋上で遭遇した時に梶原が小さく見えたと印象を伝えている。
- 『笑っていいとも!』の「ご先祖様は有名人」のコーナーで梶原一騎が取り上げられ、司会のタモリが「俺はこの人に3回会ったことがある」と述懐していた。また、ご先祖に縁のあるゲストとして復縁後に誕生した末っ子（三男）・誠樹が出演し、水曜レギュラーの柴田理恵から父親の印象について尋ねられ「怖いです」と答えていた。
- 晩年の夫人、白冰冰は台湾の有名タレントで、現在でもファンの自動車に肖像画が描かれるほど敬愛されている。2人の間に生まれた娘・白暁燕は、梶原の没後の1997年に身代金目的で誘拐され、惨殺された（17歳没）。
- いわゆる、友達のような親子関係は嫌いで、子供たちへも自分への礼儀については厳しかったが、呼び方に関しては自分を「パパ」と呼ばせるという一面もあった。
- 気性が荒いことで知られていたが、晩年は家庭で時折癇癪を起こすことこそあったものの、概ね穏やかに過ごしていたという。「夕焼けを見ていた男」で紹介され、2016年春に発売された週刊誌でも長男が改めて語ったエピソードとして、ある日遊びに夢中になって門限に遅れてしまった息子たちが帰宅すると玄関は既に施錠されて入ることができず呼び鈴を鳴らしたところ、家の中から梶原の「こんなに遅くまで遊んでいるような子はうちの子じゃありませーん」という嬉しそうな声が聞こえてきた、というものがある。
- 漫画家の松本零士とは同じ町内会の飲み友達で、松本が梶原の取り巻きと揉めた際には、松本に直電して謝罪するなど、最期まで良好な関係だったという[60]。

## 主な作品

### 漫画原作
太字はテレビアニメ化した作品。斜線はテレビドラマ化した作品。

○はアニメ映画化した作品。◎は実写映画化した作品。

●はプログラムピクチャーとして公開された作品。△はラジオドラマ化した作品。

▲は舞台化した作品。□はVシネマ及びOVA化した作品。×は未刊行作品。

#### 1960年代
1961年
- ハリケーンGメン（作画：九里一平）

1962年
- チャンピオン太（作画：吉田竜夫）
- 0戦チャンピオン（高森朝雄名義、作画：吉田竜夫）

1963年
- ×新戦艦大和（作画：団鉄也）
- ×忍者 宮本武蔵（作画：どやたかし）
- ×忍者柴田（作画：古城武司）
- 大空三四郎（作画：吉田竜夫）
- ふりそで剣士（作画：東浦美津夫）
- ハリス無段（作画：吉田竜夫）

1964年
- ×二刀流力道山（作画：水島朗）
- ×空手にかけたちかい（作画：荘司としお）
- ×潜艦豊登（高森朝雄名義、作画：水島朗）
- ×未来人王（作画：古城武司）

1965年
- 魔犬ムサシ（作画：石川球太） ※『魔犬ムサシ号』改題
- ×まぼろし大将（作画：左馬一平）
- ×忍法太平洋戦記 空母島（作画：辻なおき）
- ×忍法太平洋戦記 姿なき英雄（作画：荘司としお）
- ×大妖虫サソラ（作画：鹿野さとる）

1966年
- 偉大なる王（作画：古城武司）
- ○△▲□巨人の星（作画：川崎のぼる）
- 吹けよ！カミカゼ（作画：古城武司）
- 大魔鯨（作画：川崎のぼる）
- ×鉄人レーサー（作画：堀江卓）

1967年
- 夕やけ番長（作画：荘司としお）
- 挑戦者AAA（作画：永島慎二）
- 白い魔神（作画：川崎のぼる）
- ×キングコング（高森朝雄名義、作画：一峰大二） ※テレビアニメ『キングコング』のコミカライズ版
- ×巨人の星 黒部猛巳編（作画：川崎のぼる）
- ×キングコング（高森朝雄名義、作画：一峰大二） ※別冊少年マガジン連載、テレビアニメ『キングコング』のコミカライズ版
- ●柔道一直線（作画：永島慎二、斎藤ゆずる）
- ×巨人の星 ポール矢吹編・前編（作画：川崎のぼる） ※なお後編は川崎のぼる氏の事故による入院のため発表されていない
- 泣き笑い番長（作画：水島新司） ※『ファイティング番長』改題
- ×青春球場（作画：園田光慶）
- ×キャプテン・スカーレット（作画：園田光慶）※テレビSF人形劇『キャプテン・スカーレット』のコミカライズ版。
- ×火の玉レーサー カミカゼ（作画：園田光慶）

1968年
- ○◎△▲あしたのジョー（高森朝雄名義、作画：ちばてつや）
- 特攻3万メートル（作画：横山まさみち）
- ◎●タイガーマスク（作画：辻なおき）
- 甲子園の土（作画：一峰大二）
- ×鬼とオレたち（作画：石井いさみ）
- 男の条件（作画：川崎のぼる）
- 巨人の星 青島光彦編（作画：川崎のぼる）
- ×レーサーの喪章は赤いバラの花（作画：宮谷一彦）
- ジャイアント台風（高森朝雄名義、作画：辻なおき）
- 白鯨（作画：影丸譲也） ※ハーマン・メルヴィルの同名長編小説を元に構成
- ×キック魂 (だましい)（作画：古城武司）

1969年
- ×たいよう先生（作画：石井いさみ）
- プロレス悪役シリーズ（作画：一峰大二） ※『プロレス悪役物語』改題
- 復讐記（作画：影丸譲也） ※アレクサンドル・デュマ・ペールの小説『モンテ・クリスト伯』を脚色、構成
- ●キックの鬼（高森朝雄名義〔ただし途中まで〕、作画：中城けんたろう）
- ×ミュンヘンの虹（作画：峯岸ひろみ）
- キック魂 (ガッツ)（作画：南波健二）
- 虹をよぶ拳（作画：つのだじろう）
- 友情山脈（作画：福原秀美）
- ×ケンよ海で泣け（作画：小沢さとる）
- 夕やけ番長（作画：荘司としお） ※週刊少年チャンピオン連載
- モーレツ！巨人（作画：石井いさみ）
- 狼よ！なぜ走る（作画：つのだじろう）
- 格闘王V（作画：みね武）

#### 1970年代
1970年
- 赤き血のイレブン（作画：園田光慶、深大路昇介）
- キリマンジャロの風（高森朝雄名義、作画：石川球太）
- 朝日の恋人（作画：かざま鋭二）
- 野獣の弟（作画：石井いさみ）
- ×人生二勝一敗（作画：聖日出夫）
- おとこ道（作画：矢口高雄）
- ×城と太陽と名探偵（作画：横山光輝）
- 金田正一物語 どあほう一念!!400勝（作画：菅原卓也）

1971年
- ケンカの聖書（作画：石井いさみ）
- 熱血モーレツ記者（作画：荘司としお） ※『猪突猛進記者』改題
- 柔道一直線 鬼車青春双六（作画：斎藤ゆずる）
- ×ファイティング原田物語 挑戦!!連打する男（作画：菅原卓也）
- 柔道一直線 鬼車の子守り歌（作画：斎藤ゆずる）
- 柔道一直線 大完結編（作画：斎藤ゆずる）
- 太陽の恋人（作画：かざま鋭二）
- ◎空手バカ一代（作画：つのだじろう、影丸穣也）
- 斬殺者（作画：小島剛夕）
- ●侍ジャイアンツ（作画：井上コオ）
- 陽気蝮 乱世の梟雄 斎藤道三伝（作画：小山春夫）

1972年
- ×夕日の恋人（作画：かざま鋭二）
- 剣は道なり（作画：荘司としお）
- 柔道讃歌（作画：貝塚ひろし）
- ◎□ボディガード牙（作画：中城健）

1973年
- ◎△▲愛と誠（作画：ながやす巧）
- 一騎名勝負劇場（作画：小山春夫、菅原卓也、左馬一平、中城健、武藤康也、水島健一朗）
- おれとカネやん（作画：古城武司）
- ×プロレス地獄変 うそつき魔王（作画：宮谷一彦、いしだ晋一、朝香慶朗、下田文博）
- 紅の挑戦者（高森朝雄名義、作画：中城健）

1974年
- 新 ボディガード牙 カラテ地獄変（中城健）
- ×ウルフの調書（作画：南波健二）
- ×長嶋茂雄物語 炎の讃歌（作画：貝塚ひろし）
- ◎若い貴族たち（作画：佐藤まさあき）
- 世界ケンカ旅行 空手戦争（共同原作：大山倍達、作画：守谷哲己）

1975年
- 花も嵐も（作画：川崎のぼる）
- 朝焼けの祈り（作画：かざま鋭二）
- 巨人の太陽（作画：古城武司）
- 天下一大物伝（作画：大島やすいち）

1976年
- ×悪役天使（作画：一大寺鉄）
- ゴッド・アーム（作画：桑田次郎）
- マットの獅子王 アントニオ猪木伝（構成：真樹日佐夫、作画：小畑しゅんじ）
- ×花と十字架（作画：古城武司）
- 明日へキックオフ（作画：前田俊夫）
- ●新巨人の星（作画：川崎のぼる）
- 格闘士ローマの星（作画：ふくしま政美）
- ◎恋人岬（作画：牧美也子）

1977年
- 序章 火乃家の兄弟（作画：かざま鋭二）※後に『青春山脈』と改題
- 拳鬼奔る（作画：ふくしま政美、ケン月影）
- 昭和一代女（作画：上村一夫）
- 英雄失格（作画：やまさき拓味）
- ×巨人の星 王貞治（作画：関谷ひさし）

1978年
- 青春山脈（作画：かざま鋭二）
- 熱球讃歌（作画：貝塚ひろし）
- あゝ五高 武夫原頭に草萌えて（作画：影丸穣也）
- ◎四角いジャングル（作画：中城健）
- 巨人の星外伝 それからの飛雄馬（作画：川崎のぼる）
- おかあさん（作画：はしもとかつみ）
- □新カラテ地獄変（作画：中城健、影丸譲也）

1979年
- ×真説 柳生十兵衛（作画：小島剛夕）
- □人間兇器（作画：中野喜雄）
- 巨人のサムライ炎（作画：影丸穣也）
- 哀愁荒野（作画：松久由宇）
- ×最強・最後のカラテ（構成：真樹日佐夫、作画：岡本春助）
- ×ウィリー・ウィリアムス物語 黒い必殺拳（作画：古城武司）
- 雨の朝サブは…（作画：下條よしあき）

#### 1980年代
1980年
- 初恋物語（作画：小野新二）
- プロレススーパースター列伝（作画：原田久仁信）
- 覆面プロレス王 タイガーマスク（作画：宮田淳一） ※後に『タイガーマスク二世』と改題
- ×さらばサザンクロス（作画：かざま鋭二）

1981年
- ×SP長い顎（作画：ほり善明）
- ×タイガーマスク二世（作画：つはらよしあき） ※コミックまるまる連載
- タイガーマスク二世（作画：宮田淳一） ※増刊少年マガジン連載

1982年
- 悪役ブルース（作画：峰岸とおる）[61]
- ×ザ・レフェリー（作画：中城健）
- ×おんなプロレス地獄変 女子プロレスラー紅子（作画：中城健）[61]
- 正編カラテ地獄変（作画：中城健→影丸譲也）[61]

1985年
- 一騎人生劇場 男の星座（作画：原田久仁信） ※連載中に梶原の死去により未完、遺作となった
- 火子伝説（作画：古城武司、広岡球志） ※梶原没後に完結

1986年
- ピストン堀口物語（作画：影丸穣也） ※『ピストン堀口血戦譜 SLボクサー』改題

### 小説、絵物語

#### 1950年代
1953年
- 勝利のかげに（絵：林唯一） ※懸賞入賞作

1954年
- 白井の王座ゆるがず
- 柔道日本一
- 空手鬼武勇伝（絵：富賀正俊）
- 無敵鬼殺し
- 全米にとどろく鬼六段前田
- 涙の柔道王
- リングの兄弟
- 勝利の鉄腕
- 少年プロレス王 鉄腕リキヤ（絵：吉田竜夫）
- 空手王のいかり（絵：池田宏）
- 鉄腕嵐をこえて（絵：林唯一）
- クリスマスの決斗（絵：池田浩晶）
- 日本のマンモス力道山（絵：千葉浩）
- ほまれの鉄腕（絵：岩井泰三）

1955年
- 荒野の快男児（絵：吉田竜夫）
- 十六才の拳闘王
- 少年拳闘王（絵：岩井泰三）
- 力道山対木村の大試合（絵：湯浅利八）
- 世界一強い男
- 宙とぶ巨人
- 少年拳闘王
- あおげ大空
- 日本の虎（絵：白石太郎）
- 柔道か!空手か!決戦両国橋（絵：田渕創生）
- 友情のタッグチーム（絵：深尾徹哉）
- 少年プロレス王（絵：吉田竜夫）
- ルー・テーズ物語（絵：吉田竜夫）
- うなる山嵐
- 日本柔道の虎（絵：豊田稔）
- 木刀の快男児（絵：伊勢良夫）
- 柔道王三船十段（絵：福田三郎）

1956年
- 黒帯小天狗（絵：湯浅利八）
- 日本の虎（絵：湯浅利八）
- リングの王者（絵：岩井泰三）
- 白亞館の決闘（絵：岩井泰三）
- 柔道王
- 花咲く決戦（絵：槙有為男）
- 講道館四天王（絵：竹山のぼる）
- リングの鬼
- 日本柔道のトラ（絵：岩井泰三）
- 少年柔道王
- 柔道小僧（絵：豊田稔）
- プロレス五郎（絵：吉田竜夫）
- 風雲講道館（絵：湯浅利八、豊田稔）
- 少年四天王（絵：永松健夫）
- 竜虎二少年（絵：湯浅利八）
- 拳闘絵物語 日本の虎（絵：湯浅利八）
- 決戦ともえ投げ
- 無敵の空気なげ
- リングの二人組（絵：吉田郁也）

1957年
- 猛牛対空手王の決闘（絵：湯浅利八）
- 巨人軍一刀斎（絵：霜野二一彦）
- 変相魔人（絵：桑田次郎）
- 一升マスのちかい（絵：武部本一郎）
- 富士一平（絵：桜井はじめ）
- 怪人よわむし男（絵：武部本一郎）
- 竜巻三四郎（絵：吉田竜夫）
- 大空行進曲（絵：吉田竜夫）
- 柳生の虎
- 怪奇探偵小説 白バラ探偵局（絵：岩田浩晶）
- 講道館の竜虎（絵：石井達治）
- リングの悪魔（絵：逢瀬弘）

1958年
- 豪快前田六段
- 仮面の殺人者（絵：吉田郁也）
- 白虎大助（絵：吉田竜夫）
- 仮面の殺人鬼
- 虹を呼ぶ対決
- 若乃花物語 花と嵐の土俵入り
- 嵐を呼ぶ新大関

1959年
- 火をはく左フック
- 父と子の花道
- 新人王をかけて
- 宮本武蔵（絵：佐藤広喜）
- 朝汐太郎（絵：石井達二）
- 誇り高き人々（絵：髙荷義之）
- 土俵の若武者
- おどり出たホープ
- やったぞ米倉
- 打たせて撃つ ピストン堀口血戦譜

#### 1960年代
1960年
- マウンドの王者
- 白銀に挑戦する男
- 第一回オリンピックへの道
- ガンファイター（絵：小松崎茂） ※映画『ガン・ファイター』のコミカライズ版

1961年
- 拳銃王子
- 千の銃口を持つ男
- スポーツびっくり話（絵：霜野二一彦）
- おれは力道山（絵：水野良太郎）
- 新戦艦大和（絵：吉田郁也）
- 力道山光浩
- 高山一夫物語 うなれ!!KOパンチ（絵：中村英夫）
- 早うち名保安官（絵：中村英夫）

1962年
- 零戦まぼろし隊（絵：吉田郁也）
- プロレス悪役物語（絵：中村英夫、石原豪人）
- 力道山物語（絵：霜野ニ一彦）
- プロレスの王者 力道山物語（絵：中村英夫）
- 原田選手物語 とったぞ!!世界の王者（高森朝雄名義、絵：斉藤寿夫）
- 白井選手物語 日本人初の世界チャンピオン誕生（高森朝雄名義、絵：斉藤寿夫）
- 栄光!リングの鬼（高森朝雄名義、絵：中村英夫）

1963年
- 大あばれ日本ジュードー（絵：岩田浩昌）
- 力道山をねらう怪人ころし屋たち（構成担当、絵：林朝路）
- ああ東海に日は上る（絵：岩田浩昌）
- プロレス世界選手権 力道山をねらう8人男（構成担当、絵：坂口太郎、中村猛男、南村喬、湯川久雄）
- プロレス世界選手権 花形レスラー総まくり（構成担当、絵：坂口太郎、中村猛男、湯川久雄）
- プロレス＝ワールド戦特報（構成担、絵：中村猛男、湯川久雄）
- 力道山のひみつ作戦2

1964年
- あせとなみだのゴールイン（絵：林朝路）
- ニュース速報 から手チョップはもう見られない!
- 怪力豊登 ちかいの必殺わざ
- 王者はだれ？日本のプロレス5人男（構成担当、絵：中村猛男、南村喬之、湯川久雄）
- 豊登にいどむ怪人レスラー これがミイラ男だ!（絵：中村猛男）
- プロレス世界のチャンピオン力くらべ（構成担当、絵：石原豪人、中村猛男、南村喬、湯川久雄）
- こうして生まれた 王の合気道打法（高森朝雄名義、絵：林朝路）
- 世界のチャンピオン（絵：斉藤寿夫）
- 後藤又兵衛（絵：伊藤幾久造）
- 忍者と秘宝（絵：柳柊二）
- 新プロレス悪役物語（絵：石原豪人）
- 力道山のひみつ兵器（絵：石原豪人）
- プロレス世界一物語（絵：石原豪人）
- なぐりこみ！大宇宙（絵：前村教綱）
- 無敵の忍法剣 柳生十兵衛（絵：柳柊ニ）
- 快男児物語 少年ジンギスカン（絵：中村英夫）
- 日本柔道はなぜ負けた!（絵：林朝路）
- 長島・王の名勝負物語 三冠王への道（絵：石原豪人）
- 七つボタンは桜に錨（絵：石原豪人）

1965年
- ルー・ゲーリッグ物語 愛と勇気の打げき王
- 力道山にちかった世界のチャンピオン 豊登
- 動物悪役物語（絵：中村英夫、石原豪人、小松崎茂）
- 新しい巨人の英雄宮田投手のすべて（絵：岩田浩昌）
- 世界の王者 原田選手物語（絵：上西康介）

1966年
- プロレス怪人物語（絵：中村英夫）
- プロレス名勝負物語（絵：中村英夫）
- プロレス世紀の恐怖試合（絵：石原豪人）
- ナポレオン＝ソロ危機いっぱつ（絵：南村喬之）
- 空とぶ ろくろ首（絵：水木しげる）
- プロレス速報 日本を襲撃！五人の悪魔
- 義賊と捕物十番勝負（絵：佐藤広喜）
- 悪魔くん（構成担当、原作：若林一郎、絵：水木しげる） ※東映の特撮テレビドラマの絵物語
- 川崎のぼる名画劇場 命をかけた野獣との対決 人類大血闘画報（構成担当、絵：川崎のぼる）

1967年
- せむし怪人ののろい（絵：中村英夫）
- プロレス世界の怪人ベストテン（絵：中村英夫）
- 馬場のぼる決戦録 ふみつぶし魔との死闘（絵：中村英夫）
- ボクシング悪役物語（絵：石原豪人）
- 野球王ベーブ・ルース物語 ちかいのホームラン（絵：中村英夫）
- 世界へはばたく三羽がらす
- さくれつしたちかいの殺人パンチ

1968年
- 涙のホームラン王（絵：中村英夫）
- プロレス必殺技シリーズ 世紀の殺しわざコブラツイスト（高森朝雄名義、絵：石原豪人）
- プロレス必殺技シリーズ 驚異の石頭1本足原爆頭突き（高森朝雄名義、絵：石原豪人）
- プロレス名勝負物語 首つり魔をたおせ!!（高森朝雄名義、絵：石原豪人）
- 青春に旋風をよべ（絵：依光隆）

1969年
- 朝焼けの悲しみ（絵：霜野二一彦） ※巨人の星誕生の秘密をあかす半自伝小説

#### 1970年代
1970年
- 球魂の歌（絵：南波健二）

1972年
- 狼と来た夏（絵：貝原浩）

1974年
- 純愛山河「愛と誠」（絵：ながやす巧） ※余話

1979年
- 父なる川（川上哲治） ※小説

#### その他
- ふたりのジョー（原案：梶原一騎・真樹日佐夫、文：木村光一） ※梶原のプロットに真樹が肉付けし2002年に小説として発表。翌年OVA化された。

年代不明
- 朝の足音 ※佳作入賞作

## 著作
- 地獄からの生還（自伝的エッセイ）ISBN 4877285075
- わが懺悔録
- 男たちの星

## 映画制作（三協映画）
- 愛のなぎさ（1976年）
- 地上最強のカラテ（1976年） ドキュメンタリー
- 地上最強の空手PART2（1976） ドキュメンタリー
- 雨のめぐり逢い（三協映画＝松竹、1977年）
- 悲愁物語（三協映画＝松竹、1977年） 監督：鈴木清順、脚本：大和屋竺
- 世紀の真剣勝負 史上最強の空手 結集編（1977年） ドキュメンタリー
- マッハ'78（松竹＝三協映画、1978年）
- カラテ大戦争（松竹＝三協映画、1978年）
- 格闘技世界一 四角いジャングル （1978年） ドキュメンタリー
- 激突!格闘技 四角いジャングル（1979年） ドキュメンタリー
- 最強最後のカラテ（1980年） ドキュメンタリー
- あしたのジョー（三協映画＝富士映画＝ヘラルドエンタープライズ、1980年）
- 格闘技オリンピック（1980年） ドキュメンタリー
- リトルチャンピオン（松竹＝三協映画、1981年）
- あしたのジョー2 （三協映画＝ヘラルドエンタープライズ＝富士映画＝ちば企画、1981年）
- 巨人の星（1982年）
- もどり川（1983年）（ 監督：神代辰巳、脚本：荒井晴彦、原作：連城三紀彦「戻り川心中」）

## 原作の実写映画化
- あしたのジョー （日活、1970年）
- ボディガード牙 （東映、1973年）
- ボディガード牙 必殺三角飛び （東映、1973年）
- 愛と誠 （松竹、芸映プロ、1974年）
- けんか空手 極真拳 （東映、1975年）
- けんか空手 極真無頼拳 （東映、1975年）
  - 空手道（歌：渥美二郎「渥美健」名義）
- 若い貴族たち 13階段のマキ （東映、1975年）
- 続 愛と誠 （松竹、1975年）
- 愛と誠 完結篇 （三協映画、1976年）
- 空手バカ一代 （東映、1977年）
- 恋人岬 （松竹、1977年）
- カラテ大戦争 （松竹、三協映画、1978年）
- 新・空手バカ一代 格闘者（「新・空手バカ一代 格闘者」製作委員会、2003年）
- あしたのジョー （東宝、2011年）
- タイガーマスク （アークエンタテインメント、2013年）

## 梶原一騎の人生を描いた作品、映画
- 『すてごろ 梶原三兄弟激動昭和史』（2003年）（ 原作、脚本：真樹日佐夫）
- 『木村政彦はなぜ力道山を殺さなかったのか』 ※梶原一騎や真樹日佐夫が実名で登場するノンフィクション

## 大日本プロレス設立計画
- 昭和後期に梶原が設立を計画したプロレス団体。結局不成立となった。
- 1994年12月21日に設立したプロレス団体「大日本プロレス」とは無関係である。

| 出典           | 門茂男『馬場・猪木の真実』,角川文庫,1985年（昭和60年）                                  | ユセフ・トルコ『プロレスへの遺言状』,2002年（平成14年）                                 |
| -------------- | --------------------------------------------------------------------------------------- | --------------------------------------------------------------------------------------- |
| 証言者         | ユセフ・トルコ                                                                          | ユセフ・トルコ                                                                          |
| 時期           | 1978年（昭和53年）9月                                                                   | 1983年（昭和58年）                                                                      |
| 出資者         | 梶原一騎                                                                                | 梶原一騎                                                                                |
| 出資額         | 1億5千万円                                                                              | 1億5千万円                                                                              |
| 放映テレビ局   | フジテレビ                                                                              | フジテレビ                                                                              |
| 社長           | 豊田泰光（当時・フジテレビ専属スポーツ解説者）                                          | 豊田泰光（当時・フジテレビ専属スポーツ解説者）                                          |
| 他の役員       | - 吉村道明 - トルコ                                                                     |                                                                                         |
| エース選手     | - 高見山（当時大相撲現役。先々代東関親方） - 千代の富士（当時大相撲現役。先代九重親方） | - 高見山（当時大相撲現役。先々代東関親方） - 千代の富士（当時大相撲現役。先代九重親方） |
| 他の所属選手   |                                                                                         | - アントニオ猪木 - ジャンボ鶴田 - タイガーマスク - 後のジャパンプロレスのメンバー       |
| 崩壊の理由     | 出資金を一時預かった関係者がほぼ全額私的流用した                                        | 出資金を一時預かった関係者がほぼ全額私的流用した                                        |
| その関係者とは | 役員の一人で、もともとは豊登の有力なタニマチ                                            | 若いスタッフ                                                                            |
| 使い込みの詳細 | 土地関係の仕事                                                                          | 道場建設の時に騙されて、そこから雪だるま式に使い込み                                    |

- なおサムソン・クツワダが、同じく1977年（昭和52年）近辺において、社長=岩田弘（TBSプロレス元社長）、エース=高見山・鶴田・渕正信・大仁田厚で新団体を作るという構想があったことを自ら暴露している。岩田と懇意にしていた笹川良一の庇護が期待できたという（吉田豪『吉田豪のセメント!!スーパースター列伝 part1』kamipro books）

## 出演
映画
- けんか空手 極真拳 (1975年、東映) - 本人
- 愛と誠 完結篇 （三協映画、1976年）
- 地上最強のカラテシリーズ - 本人
- ルパン三世 ルパンVS複製人間（1978年） - 書記長[62]（声優として特別出演）
- あしたのジョー（1980年） - 解説者（声優として特別出演）

テレビドラマ
- 柔道一直線 第7話「必殺二段車」（1969年、TBS / 東映）